# Сплюшка сулайська
Сплюшка сулайська (Otus sulaensis) — вид совоподібних птахів родини совових (Strigidae). Ендемік Індонезії. Раніше вважався підвидом сулавеської сплюшки, однак був визнаний окремим видом.

## Опис
Довжина птаха становить 20,5 см. Верхня частина тіла темно-коричнева, сильно поцяткована чорнувао-коричневими смугами і плямами, білуватими смугами і світло-рудувато-коричневими плямами. На плечах білі плями. Нижня частина тіла світліша, поцяткована чорними і білими смугами, пера на ній мають темні стрижні. На голові невеликі, округлі пір'яні "вуха", над очима білуваті "брови". Очі жовтувато-оранжеві, дзьоб чорнувато-роговий, лапи наполовину оперені, жовтуваті, кігті темно-рогові. Голос — серія швидких різких криків, яка триває більше 2 хвилин.

## Поширення і екологія
Сулайські сплюшки є ендеміками островів Сула. Вони живуть у вологих рівнинних і гірських тропічних лісах та на болотах, на висоті до 1100 м над рівнем моря. Живляться комахами та іншими безхребетними.

## Збереження
МСОП класифікує стан збереження цього виду як близький до загрозливого. За оцінками дослідників, популяція сулайських сплюшок становить приблизно 10 тисяч дорослих птахів. Їм загрожує знищення природного середовища.